# Poppo
Poppo ist ein männlicher Vorname.

## Herkunft und Bedeutung
Der Name ist seit dem 7. Jahrhundert im Siedlungs- und Sprachgebiet der Friesen und Flamen nachweisbar. Er ist eine friesische Form aus der Kindersprache zu Vornamen mit Folk- (von althochdeutsch folc „Kriegsschar, Volk“). Er war im 9. bis 11. Jahrhundert vor allem in süddeutschen Gegenden gebräuchlich.

## Namensträger
Herrscher
- Poppo († 734), – war von 719 bis 734 der Herrscher des Großfriesischen Reiches, auch als Frisia Magna bekannt. Poppo starb in der Schlacht an der Boorne gegen einen fränkischen Adeligen im Jahr 734. Mit Poppo endete die größte bekannte Ausbreitung des friesischen Territoriums.

Papst
- Poppo von Brixen († 1048), Papst 1048, siehe Damasus II.

Bischöfe
- Poppo I. (Würzburg) (fränkischer Babenberger) († 961), Bischof von Würzburg, 941–961
- Poppo II. (Würzburg), († 983), Bischof von Würzburg von 961 bis 983
- Poppo († 990), Kanzler von Kaiser Otto I. und Bischof von Utrecht, siehe Folkmar von Utrecht
- Poppo von Krakau (erwähnt 1000), erster Bischof von Krakau
- Poppo (Schleswig) († 995/1029), um 1010 katholischer Bischof im Bistum Schleswig. Er soll den dänischen König Harald Blauzahn durch Wunder zum christlichen Glauben bekehrt haben.
- Poppo von Aquileia (auch Wolfgang von Treffen; † 1042), Patriarch von Aquileia 1019–1042
- Poppo von Babenberg, Erzbischof von Trier (1016–1047)
- Poppo von Paderborn, Bischof von Paderborn (1076–1083)
- Poppo (Metz) († um 1100), Bischof von Metz
- Poppo von Passau, Bischof von Passau (1204–1206)
- Poppo von Andechs-Meranien, Bischof von Bamberg (1238–1242)
- Poppo III. von Trimberg († 1271), Bischof von Würzburg

Äbte
- Poppo von Stablo (978–1048), Abt in 17 Abteien, Kirchenreformer und katholischer Heiliger
- Poppo (V.) (fränkischer Babenberger), Abt von Lorsch und Fulda (1006–1014/18)
- Poppo (Münsterschwarzach) († 1125 oder 1126), Abt von Münsterschwarzach

Hochmeister
- Poppo von Osterna (~1200–1267), Hochmeister des Deutschen Ordens

Herzöge und Grafen
- Poppo (I.) (fränkischer Babenberger) 819/839 Graf um Saalgau
- Poppo (II.), (fränk.Babenberger) 878/880–906 bezeugt, Markgraf (marchio), dux, 892 Markgraf der Sorbenmark, 903 Markgraf im bayerischen Nordgau, 906 Graf im Volkfeld
- Poppo von Thüringen, Herzog von Thüringen (878/880–906)
- Poppo (III.) (fränkischer Babenberger) † 945, Graf im Grabfeld und Tullifeld
- Poppo (IV.) (fränkischer Babenberger) Graf 951/956
- Poppo I. (Istrien) (vor 1012–um 1044), Markgraf
- Poppo II. (Istrien) (um 1065–um 1100), Markgraf
- Poppo I. von Blankenburg (~1095–1161/4), Graf von Blankenburg
- Poppo I. (Reichenbach) († 1156), Graf von Reichenbach, Hollende und Felsberg
- Poppo II. (Hollende) († 1170), Graf von Hollende, Reichenbach und Felsberg

Popponen
- Mitglieder des Grafengeschlechts der Popponen (fränkische Babenberger), siehe auch Henneberg (Adelsgeschlecht)#Teilungen in Erblinien

- Mitglieder des Geschlechts der Grafen von Lauffen

## Namensvarianten
Namensvarianten von Poppo sind Boppo, Popko, Poppe, Popke, Poppeke.